# The Franciscan Friars of Killarney
Pour plus de détails, voir Fiche technique et Distribution.
The Franciscan Friars of Killarney est un documentaire américain sorti en 1911, réalisé par Sidney Olcott, tourné à Killarney, en Irlande, durant l'été 1911.

## Fiche technique
- Réalisation : Sidney Olcott
- Production : Kalem
- Directeur de la photo : George K. Hollister
- Longueur :
- Date de sortie : 1911